# Copa del Rey de fútbol 1979-80
La Copa del Rey de Fútbol 1979-80 fue la edición número 76 de dicha competición española. Se disputó entre el 12 de septiembre de 1979 y el 4 de junio de 1980, y contó con la participación de 226 equipos repartidos de la siguiente manera: todos los participantes de la Primera y Segunda División, 39 participantes de la Segunda División "B" sobre un total de 40, y 148 de Tercera División sobre un total de 160. 
El campeón fue el Real Madrid, tras vencer a su equipo filial, el Castilla Club de Fútbol, por 6 goles a 1 en la final celebrada en el Estadio Santiago Bernabéu de Madrid., El título suponía el número 14 del club en dicha competición.

## Equipos participantes

### Primera División
| - AD Almería - Real Betis Balompié - CD Málaga - Sevilla FC | - Real Zaragoza CD - FC Barcelona - RCD Español - Real Sporting de Gijón | - U. D. Las Palmas - AD Rayo Vallecano - Real Madrid CF - Club Atlético de Madrid | - Burgos CF - UD Salamanca - Athletic Club - Real Sociedad de Fútbol | - Hércules CF - Valencia CF |

### Segunda División
| - Algeciras CF - Cádiz CF - Granada CF - RC Recreativo de Huelva | - Real Oviedo - Real Racing Club de Santander - Palencia CF - Real Valladolid Deportivo | - Club Gimnàstic de Tarragona - CE Sabadell FC - RC Celta - RC Deportivo de La Coruña | - Castilla CF - Getafe Deportivo - Real Murcia CF - CA Osasuna | - Deportivo Alavés - CD Castellón - Elche CF - Levante UD |

### Segunda División B
| - Córdoba CF - Real Jaén CF - Linares CF - RC Portuense - CD San Fernando - Sevilla Atlético Club - Xerez CD - Calvo Sotelo CF | - CD Ensidesa - UP Langreo - Sporting Atlético Club - Arenas Club - Barakaldo CF - Bilbao Athletic - CD Getxo - Sestao SC | - SD Huesca - Barcelona Atlético Club - Girona CF - UE Lleida - CE Sant Andreu - Terrassa CF - SD Ibiza - AD Ceuta | - CD Eldense - Ontinyent CF - UD Vall d'Uxó - Racing Club de Ferrol - CD Ourense - Pontevedra CF - Atlético Madrileño CF - AD Torrejón | - U. D. Las Palmas Atlético - CD Tenerife - CD Mirandés - Cultural y Deportiva Leonesa - CD Díter Zafra - CD Badajoz - CD Logroñés |

### Tercera División
- 148 equipos sobre un total de 160.

## Primera ronda

### Cuadro
| Equipo 1                     | Agr.       | Equipo 2                           | Ida | Vuelta |
| ---------------------------- | ---------- | ---------------------------------- | --- | ------ |
| Atlético Valdemoro           | 6-2        | C. D. MWM-Diter Zafra              | 5-0 | 1-2    |
| A. D. Alcorcón               | 4-3        | C. D. Ciempozuelos                 | 4-1 | 0-2    |
| C. D. Toledo                 | 2-1        | C. D. Leganés                      | 0-0 | 2-1    |
| A. D. Arganda                | 3-4        | C. D. Carabanchel                  | 2-1 | 1-3    |
| Real Jaén C. F.              | 1-3        | Linares C. F.                      | 0-2 | 1-1    |
| C. D. Mestalla               | 4-6        | U. D. Español de SVR               | 2-5 | 2-1    |
| C. D. Valdepeñas             | 2-3        | C. D. Badajoz                      | 2-2 | 0-1    |
| C. D. San Fernando           | 2-2 (pen.) | Ag. D. Ceuta                       | 2-0 | 0-2    |
| U. D. Vall de Uxó            | 2-3        | Vinaroz C. F.                      | 1-1 | 1-2    |
| Arenas C. de Guecho          | 2-5        | Baracaldo C. F.                    | 2-2 | 0-3    |
| Castro C. F.                 | 2-4        | U. P. Langreo                      | 2-0 | 0-4    |
| Sestao S. C.                 | 1-2        | C. D. Guecho                       | 1-0 | 0-2    |
| Bilbao Athletic C.           | 7-3        | S. D. Valmaseda C. F.              | 5-3 | 2-0    |
| C. D. Villanovense           | 2-1        | Mérida Industrial C. F.            | 1-0 | 1-1    |
| U. P. Plasencia              | 2-3        | C. P. Cacereño                     | 1-0 | 1-3    |
| S. D. Ponferradina           | 2-4        | Racing C. de Ferrol                | 1-2 | 1-2    |
| U. D. Lérida                 | (pen.) 2-2 | C. D. Europa                       | 1-1 | 1-1    |
| C. D. Logroñés               | 7-2        | C. Atlético Monzón                 | 4-0 | 3-2    |
| C. D. Eldense                | 2-2 (pen.) | U. D. Carcagente                   | 1-1 | 1-1    |
| Toscal C. F.                 | 2-3        | S. D. Tenisca                      | 2-1 | 0-2    |
| C. D. Rota                   | 1-2        | C. F. Calvo Sotelo de Puertollano  | 0-1 | 1-1    |
| Pontevedra C. F.             | 7-2        | C. Gran Peña Celtista              | 5-0 | 2-2    |
| C. D. La Cava                | 3-4        | Terrassa F. C.                     | 2-2 | 1-2    |
| Arosa S. C.                  | 1-2        | C. D. Orense                       | 1-0 | 0-2    |
| C. D. Béjar Industrial       | 1-5        | Cultural D. Leonesa                | 0-1 | 1-4    |
| C. D. Mirandés               | 5-4        | S. D. Huesca                       | 4-1 | 1-3    |
| S. D. Ibiza                  | 2-1        | C. D. Felanich                     | 1-0 | 1-1    |
| Puerto Real C. F.            | 1-3        | Sevilla Atlético C.                | 1-1 | 0-2    |
| U. E. Olot                   | 2-1        | C. F. Igualada                     | 2-0 | 0-1    |
| F. C. Andorra                | 3-4        | C. D. Masnou                       | 2-3 | 1-1    |
| C. F. Badalona               | 7-4        | C. F. Gavá                         | 3-1 | 4-3    |
| S. D. Formentera             | 3-2        | U. D. Porreras                     | 2-2 | 1-0    |
| C. D. Constancia             | 4-2        | C. F. Ibiza Atlético               | 3-2 | 1-0    |
| C. D. Murense                | 3-3 (pen.) | C. D. España                       | 2-1 | 1-2    |
| U. D. Figueras               | 9-4        | U. D. A. Gramanet                  | 6-0 | 3-4    |
| U. D. Collerense             | 1-4        | U. D. Poblense                     | 0-0 | 1-4    |
| C. F. Sporting Mahonés       | 1-2        | C. D. Atlético de Ciudadela        | 1-0 | 0-2    |
| C. D. Andraitx               | 3-2        | C. F. Sóller                       | 2-1 | 1-1    |
| R. C. D. Mallorca            | 1-0        | C. D. Margaritense                 | 0-0 | 1-0    |
| C. F. Reus Deportivo         | 4-5        | F. C. Vilafranca                   | 3-2 | 1-3    |
| Gerona C. F.                 | 2-5        | F. C. Barcelona Atlético           | 0-4 | 2-1    |
| Fabril Deportivo             | 1-2        | C. Juventud Cambados               | 1-0 | 0-2    |
| U. D. Gijón Industrial       | 1-2        | Santoña C. F.                      | 1-1 | 0-1    |
| C. D. Naval                  | 0-1        | R. S. Gimnástica de Torrelavega    | 0-0 | 0-1    |
| C. D. San Martín             | 2-7        | Caudal Deportivo                   | 0-2 | 2-5    |
| Real Oviedo Aficionado       | 2-3        | C. D. Turón                        | 2-2 | 0-1    |
| C. D. Munguía                | 1-0        | Club Guernica                      | 0-0 | 1-0    |
| Deportivo Alavés Aficionados | 3-4        | S. D. Erandio Club                 | 1-0 | 2-4    |
| S. D. Deusto                 | 2-4        | C. D. Aurrerá de Ondarroa          | 2-1 | 0-3    |
| S. D. Lemona                 | 1-5        | Tolosa C. F.                       | 1-1 | 0-4    |
| C. D. Calahorra              | 10-5       | A. D. Sabiñánigo                   | 8-2 | 2-3    |
| Lorca Deportiva              | 3-3 (pen.) | U. D. Alcira                       | 3-0 | 0-3    |
| C. D. Olímpico               | 3-2        | C. D. Villena                      | 3-1 | 0-1    |
| Crevillente Deportivo        | (pen.) 3-3 | U. D. Puzol                        | 2-1 | 1-2    |
| A. P. Almansa                | 1-2        | Villarreal C. F.                   | 1-1 | 0-1    |
| C. F. Gandía                 | 1-1 (pen.) | Torrevieja C. F.                   | 0-0 | 1-1    |
| Orihuela Deportiva C. F.     | 5-0        | C. D. Acero                        | 5-0 | 0-0    |
| S. D. Gimnástica Arandina    | 0-1        | Real Valladolid Deportivo Promesas | 0-0 | 0-1    |
| C. D. Antequerano            | 2-1        | Úbeda C. F.                        | 1-0 | 1-1    |
| C. Atlético Malagueño        | 2-1        | Vélez C. F.                        | 2-0 | 0-1    |
| Martos C. D.                 | 4-2        | C. D. Estepona                     | 2-0 | 2-2    |
| C. D. Ses Salines            | 3-5        | S. D. Portmany                     | 3-2 | 0-3    |
| C. Haro Deportivo            | 1-4        | U. D. C. Chantrea                  | 1-2 | 0-2    |
| Betis Deportivo Balompié     | 0-2        | Racing C. Portuense                | 0-0 | 0-2    |
| Real Avilés C. F.            | 5-4        | U. D. Cacabelense                  | 3-1 | 2-3    |
| C. D. San Andrés             | 1-11       | U. D. Las Palmas                   | 0-6 | 1-5    |
| Getafe Deportivo             | 11-1       | C. D. Numancia                     | 6-0 | 5-1    |
| Real Unión Club              | 0-4        | Deportivo Alavés                   | 0-0 | 0-4    |
| Deportivo Aragón             | 2-3        | C. D. Binéfar                      | 1-1 | 1-2    |
| U. D. Las Palmas Atlético    | 2-9        | C. D. Tenerife                     | 2-4 | 0-5    |
| A. D. Llerenense             | 0-5        | C. D. Pegaso                       | 0-1 | 0-4    |
| C. Gimnástico de Tarragona   | 3-1        | C. D. Júpiter                      | 1-0 | 2-1    |
| C. D. Lugo                   | 0-1        | C. Turista de Vigo                 | 0-0 | 0-1    |
| S. D. Ejea                   | 2-5        | Peña Sport C. F.                   | 0-1 | 2-4    |
| C. D. San Fernando           | 3-4        | C. D. Don Benito                   | 3-1 | 0-3    |
| Onteniente C. F.             | 1-3        | Albacete Balompié                  | 1-0 | 0-3    |
| C. D. Atlético Baleares      | 7-4        | C. D. Binisalem                    | 5-1 | 2-3    |
| Noya S. D.                   | 1-4        | S. D. Compostela                   | 0-3 | 1-1    |
| C. D. Sangüesa               | 1-3        | C. D. Corellano                    | 0-0 | 1-3    |
| R. U. D. Carolinense         | 4-2        | C. F. Industrial de Melilla        | 2-0 | 2-2    |
| C. D. Manchego               | 5-6        | A. D. Rayo Vallecano               | 2-2 | 3-4    |
| S. D. Eibar                  | 3-10       | Athletic Club                      | 2-5 | 1-5    |
| C. D. Endesa Andorra         | 0-3        | Real Zaragoza C. D.                | 0-1 | 0-2    |
| C. D. Malgrat                | 0-4        | R. C. D. Español                   | 0-0 | 0-4    |
| Hércules C. F.               | 3-1        | C. D. Alcoyano                     | 1-0 | 2-1    |
| Burgos C. F.                 | 6-0        | C. D. Venta de Baños               | 3-0 | 3-0    |
| C. D. Benavente              | 0-8        | U. D. Salamanca                    | 0-5 | 0-3    |
| Jerez Industrial C. F.       | 2-8        | Real Betis Balompié                | 2-5 | 0-3    |
| C. F. Extremadura            | 2-10       | Castilla C. F.                     | 1-4 | 1-6    |
| Sevilla F. C.                | (pen.) 6-6 | Xerez C. D.                        | 1-3 | 5-3    |
| C. Gimnástico Melilla        | 1-4        | C. D. Málaga                       | 0-0 | 1-4    |
| C. D. Motril                 | 1-2        | A. D. Almería                      | 0-1 | 1-1    |
| Atlético Riveira             | 1-5        | R. C. D. Coruña                    | 1-2 | 0-3    |
| R. Racing C. de Santander    | 4-3        | Sporting de Gijón Atlético C. F.   | 2-1 | 2-2    |
| C. D. Ensidesa               | 0-5        | Real Oviedo C. F.                  | 0-1 | 0-4    |
| R. S. D. Alcalá              | 3-5        | A. D. Torrejón de Ardoz            | 2-2 | 1-3    |
| C. Atlético Osasuna          | 5-0        | C. D. Tudelano                     | 3-0 | 2-0    |
| R. C. Celta de Vigo          | 7-1        | Alondras C. F.                     | 6-0 | 1-1    |
| Paterna C. F.                | 0-2        | Levante U. D.                      | 0-2 | 0-0    |
| C. D. Sabadell C. F.         | 3-2        | C. D. San Andrés                   | 2-1 | 1-1    |
| Real Murcia C. F.            | 9-3        | Alicante C. F.                     | 6-1 | 3-2    |
| U. D. Cuart de Poblet        | 0-5        | Elche C. F.                        | 0-2 | 0-3    |
| C. D. Castellón              | 4-3        | Cartagena F. C.                    | 3-1 | 1-2    |
| C. D. Colonia Moscardó       | 5-1        | Talavera C. F.                     | 2-1 | 3-0    |
| Cádiz C. F.                  | (pen.) 3-3 | R. B. Linense                      | 3-1 | 0-2    |
| Zamora C. F.                 | 2-2 (pen.) | Palencia C. F.                     | 1-1 | 1-1    |
| Córdoba C. F.                | 3-2        | Granada C. F.                      | 2-1 | 1-1    |
| Real Valladolid Deportivo    | 8-3        | Burgos Promesas C. F.              | 7-2 | 1-1    |
| U. D. San Pedro              | 0-5        | Algeciras C. F.                    | 0-3 | 0-2    |
| S. D. U. África Ceutí        | 1-9        | R. C. Recreativo de Huelva         | 1-1 | 0-8    |

### Partidos
| Ida; 12 de septiembre de 1979 | Atlético Valdemoro | 5:0 | C. D. MWM-Diter Zafra |  |  |

| Vuelta; 31 de octubre de 1979 | C. D. MWM-Diter Zafra | 2:1 (Global 2:6) | Atlético Valdemoro |  |  |

| Ida; 12 de septiembre de 1979 | A. D. Alcorcón | 4:1 | C. D. Ciempozuelos |  |  |

| Vuelta; 31 de octubre de 1979 | C. D. Ciempozuelos | 2:0 (Global 3:4) | A. D. Alcorcón |  |  |

| Ida; 12 de septiembre de 1979 | C. D. Toledo | 0:0 | C. D. Leganés |  |  |

| Vuelta; 31 de octubre de 1979 | C. D. Leganés | 1:2 (Global 1:2) | C. D. Toledo |  |  |

| Ida; 12 de septiembre de 1979 | A. D. Arganda | 2:1 | C. D. Carabanchel |  |  |

| Vuelta; 31 de octubre de 1979 | C. D. Carabanchel | 3:1 (Global 4:3) | A. D. Arganda |  |  |

| Ida; 12 de septiembre de 1979 | Real Jaén C. F. | 0:2 | Linares C. F. |  |  |

| Vuelta; 31 de octubre de 1979 | Linares C. F. | 1:1 (Global 3:1) | Real Jaén C. F. |  |  |

| Ida; 12 de septiembre de 1979 | C. D. Mestalla | 2:5 | U. D. Español de SVR |  |  |

| Vuelta; 25 de octubre de 1979 | U. D. Español de SVR | 1:2 (Global 6:4) | C. D. Mestalla |  |  |

| Ida; 12 de septiembre de 1979 | C. D. Valdepeñas | 2:2 | C. D. Badajoz |  |  |

| Vuelta; 31 de octubre de 1979 | C. D. Badajoz | 1:0 (Global 3:2) | C. D. Valdepeñas |  |  |

| Ida; 12 de septiembre de 1979 | C. D. San Fernando | 2:0 | Ag. D. Ceuta |  |  |

| Vuelta; 31 de octubre de 1979 | Ag. D. Ceuta | 2:0 (t. s.)(6-5 p.)(Global 2:2) | C. D. San Fernando |  |  |

| Ida; 12 de septiembre de 1979 | U. D. Vall de Uxó | 1:1 | Vinaroz C. F. |  |  |

| Vuelta; 31 de octubre de 1979 | Vinaroz C. F. | 2:1 (Global 3:2) | U. D. Vall de Uxó |  |  |

| Ida; 12 de septiembre de 1979 | Arenas C. de Guecho | 2:2 | Baracaldo C. F. |  |  |

| Vuelta; 03 de octubre de 1979 | Baracaldo C. F. | 3:0 (Global 5:2) | Arenas C. de Guecho |  |  |

| Ida; 12 de septiembre de 1979 | Castro C. F. | 2:0 | U. P. Langreo |  |  |

| Vuelta; 11 de octubre de 1979 | U. P. Langreo | 4:0 (Global 4:2) | Castro C. F. |  |  |

| Ida; 12 de septiembre de 1979 | Sestao S. C. | 1:0 | C. D. Guecho |  |  |

| Vuelta; 19 de septiembre de 1979 | C. D. Guecho | 2:0 (Global 2:1) | Sestao S. C. |  |  |

| Ida; 12 de septiembre de 1979 | Bilbao Athletic C. | 5:3 | S. D. Valmaseda C. F. |  |  |

| Vuelta; 10 de octubre de 1979 | S. D. Valmaseda C. F. | 0:2 (Global 3:7) | Bilbao Athletic C. |  |  |

| Ida; 12 de septiembre de 1979 | C. D. Villanovense | 1:0 | Mérida Industrial C. F. |  |  |

| Vuelta; 31 de octubre de 1979 | Mérida Industrial C. F. | 1:1 (Global 1:2) | C. D. Villanovense |  |  |

| Ida; 12 de septiembre de 1979 | U. P. Plasencia | 1:0 | C. P. Cacereño |  |  |

| Vuelta; 31 de octubre de 1979 | C. P. Cacereño | 3:1 (Global 3:2) | U. P. Plasencia |  |  |

| Ida; 12 de septiembre de 1979 | S. D. Ponferradina | 1:2 | Racing C. de Ferrol |  |  |

| Vuelta; 31 de octubre de 1979 | Racing C. de Ferrol | 2:1 (Global 4:2) | S. D. Ponferradina |  |  |

| Ida; 12 de septiembre de 1979 | U. D. Lérida | 1:1 | C. D. Europa |  |  |

| Vuelta; 30 de octubre de 1979 | C. D. Europa | 1:1 (t. s.)(4-5 p.)(Global 2:2) | U. D. Lérida |  |  |

| Ida; 12 de septiembre de 1979 | C. D. Logroñés | 4:0 | C. Atlético Monzón |  |  |

| Vuelta; 24 de octubre de 1979 | C. Atlético Monzón | 2:3 (Global 2:7) | C. D. Logroñés |  |  |

| Ida; 12 de septiembre de 1979 | C. D. Eldense | 1:1 | U. D. Carcagente |  |  |

| Vuelta; 10 de octubre de 1979 | U. D. Carcagente | 1:1 (t. s.)(3-2 p.)(Global 2:2) | C. D. Eldense |  |  |

| Ida; 12 de septiembre de 1979 | Toscal C. F. | 2:1 | S. D. Tenisca |  |  |

| Vuelta; 31 de octubre de 1979 | S. D. Tenisca | 2:0 (Global 3:2) | Toscal C. F. |  |  |

| Ida; 12 de septiembre de 1979 | C. D. Rota | 0:1 | C. F. Calvo Sotelo de Puertollano |  |  |

| Vuelta; 31 de octubre de 1979 | C. F. Calvo Sotelo de Puertollano | 1:1 (Global 2:1) | C. D. Rota |  |  |

| Ida; 12 de septiembre de 1979 | Pontevedra C. F. | 5:0 | C. Gran Peña Celtista |  |  |

| Vuelta; 17 de octubre de 1979 | C. Gran Peña Celtista | 2:2 (Global 2:7) | Pontevedra C. F. |  |  |

| Ida; 12 de septiembre de 1979 | C. D. La Cava | 2:2 | Terrassa F. C. |  |  |

| Vuelta; 31 de octubre de 1979 | Terrassa F. C. | 2:1 (Global 4:3) | C. D. La Cava |  |  |

| Ida; 12 de septiembre de 1979 | Arosa S. C. | 1:0 | C. D. Orense |  |  |

| Vuelta; 31 de octubre de 1979 | C. D. Orense | 2:0 (Global 2:1) | Arosa S. C. |  |  |

| Ida; 12 de septiembre de 1979 | C. D. Béjar Industrial | 0:1 | Cultural D. Leonesa |  |  |

| Vuelta; 04 de octubre de 1979 | Cultural D. Leonesa | 4:1 (Global 5:1) | C. D. Béjar Industrial |  |  |

| Ida; 12 de septiembre de 1979 | C. D. Mirandés | 4:1 | S. D. Huesca |  |  |

| Vuelta; 31 de octubre de 1979 | S. D. Huesca | 3:1 (Global 4:5) | C. D. Mirandés |  |  |

| Ida; 12 de septiembre de 1979 | S. D. Ibiza | 1:0 | C. D. Felanich |  |  |

| Vuelta; 31 de octubre de 1979 | C. D. Felanich | 1:1 (Global 1:2) | S. D. Ibiza |  |  |

| Ida; 12 de septiembre de 1979 | Puerto Real C. F. | 1:1 | Sevilla Atlético C. |  |  |

| Vuelta; 31 de octubre de 1979 | Sevilla Atlético C. | 2:0 (Global 3:1) | Puerto Real C. F. |  |  |

| Ida; 12 de septiembre de 1979 | U. E. Olot | 2:0 | C. F. Igualada |  |  |

| Vuelta; 31 de octubre de 1979 | C. F. Igualada | 1:0 (Global 1:2) | U. E. Olot |  |  |

| Ida; 12 de septiembre de 1979 | F. C. Andorra | 2:3 | C. D. Masnou |  |  |

| Vuelta; 31 de octubre de 1979 | C. D. Masnou | 1:1 (Global 4:3) | F. C. Andorra |  |  |

| Ida; 12 de septiembre de 1979 | C. F. Badalona | 3:1 | C. F. Gavá |  |  |

| Vuelta; 31 de octubre de 1979 | C. F. Gavá | 3:4 (Global 4:7) | C. F. Badalona |  |  |

| Ida; 12 de septiembre de 1979 | S. D. Formentera | 2:2 | U. D. Porreras |  |  |

| Vuelta; 31 de octubre de 1979 | U. D. Porreras | 0:1 (Global 2:3) | S. D. Formentera |  |  |

| Ida; 12 de septiembre de 1979 | C. D. Constancia | 3:2 | C. F. Ibiza Atlético |  |  |

| Vuelta; 01 de noviembre de 1979 | C. F. Ibiza Atlético | 0:1 (Global 2:4) | C. D. Constancia |  |  |

| Ida; 12 de septiembre de 1979 | C. D. Murense | 2:1 | C. D. España |  |  |

| Vuelta; 31 de octubre de 1979 | C. D. España | 2:1 (t. s.)(Global 3:3) | C. D. Murense |  |  |

| Ida; 12 de septiembre de 1979 | U. D. Figueras | 6:0 | U. D. A. Gramanet |  |  |

| Vuelta; 24 de octubre de 1979 | U. D. A. Gramanet | 4:3 (Global 4:9) | U. D. Figueras |  |  |

| Ida; 12 de septiembre de 1979 | U. D. Collerense | 0:0 | U. D. Poblense |  |  |

| Vuelta; 31 de octubre de 1979 | U. D. Poblense | 4:1 (Global 4:1) | U. D. Collerense |  |  |

| Ida; 12 de septiembre de 1979 | C. F. Sporting Mahonés | 1:0 | C. D. Atlético de Ciudadela |  |  |

| Vuelta; 01 de noviembre de 1979 | C. D. Atlético de Ciudadela | 2:0 (Global 2:1) | C. F. Sporting Mahonés |  |  |

| Ida; 12 de septiembre de 1979 | C. D. Andrach | 2:1 | C. F. Sóller |  |  |

| Vuelta; 12 de octubre de 1979 | C. F. Sóller | 1:1 (Global 2:3) | C. D. Andrach |  |  |

| Ida; 12 de septiembre de 1979 | R. C. D. Mallorca | 0:0 | C. D. Margaritense |  |  |

| Vuelta; 01 de noviembre de 1979 | C. D. Margaritense | 0:1 (Global 0:1) | R. C. D. Mallorca |  |  |

| Ida; 12 de septiembre de 1979 | C. F. Reus Deportivo | 3:2 | F. C. Vilafranca |  |  |

| Vuelta; 31 de octubre de 1979 | F. C. Vilafranca | 3:1 (Global 5:4) | C. F. Reus Deportivo |  |  |

| Ida; 12 de septiembre de 1979 | Gerona C. F. | 0:4 | F. C. Barcelona Atlético |  |  |

| Vuelta; 31 de octubre de 1979 | F. C. Barcelona Atlético | 1:2 (Global 5:2) | Gerona C. F. |  |  |

| Ida; 12 de septiembre de 1979 | Fabril Deportivo | 1:0 | C. Juventud Cambados |  |  |

| Vuelta; 01 de noviembre de 1979 | C. Juventud Cambados | 2:0 (Global 2:1) | Fabril Deportivo |  |  |

| Ida; 12 de septiembre de 1979 | U. D. Gijón Industrial | 1:1 | Santoña C. F. |  |  |

| Vuelta; 31 de octubre de 1979 | Santoña C. F. | 1:0 (Global 2:1) | U. D. Gijón Industrial |  |  |

| Ida; 12 de septiembre de 1979 | C. D. Naval | 0:0 | R. S. Gimnástica de Torrelavega |  |  |

| Vuelta; 31 de octubre de 1979 | R. S. Gimnástica de Torrelavega | 1:0 (Global 1:0) | C. D. Naval |  |  |

| Ida; 12 de septiembre de 1979 | C. D. San Martín | 0:2 | Caudal Deportivo |  |  |

| Vuelta; 31 de octubre de 1979 | Caudal Deportivo | 5:2 (Global 7:2) | C. D. San Martín |  |  |

| Ida; 12 de septiembre de 1979 | Real Oviedo Aficionado | 2:2 | C. D. Turón |  |  |

| Vuelta; 01 de noviembre de 1979 | C. D. Turón | 1:0 (Global 3:2) | Real Oviedo Aficionado |  |  |

| Ida; 12 de septiembre de 1979 | C. D. Munguía | 0:0 | Club Guernica |  |  |

| Vuelta; 25 de octubre de 1979 | Club Guernica | 0:1 (Global 0:1) | C. D. Munguía |  |  |

| Ida; 12 de septiembre de 1979 | Deportivo Alavés Aficionados | 1:0 | S. D. Erandio Club |  |  |

| Vuelta; 25 de octubre de 1979 | S. D. Erandio Club | 4:2 (Global 4:3) | Deportivo Alavés Aficionados |  |  |

| Ida; 12 de septiembre de 1979 | S. D. Deusto | 2:1 | C. D. Aurrerá de Ondarroa |  |  |

| Vuelta; 25 de octubre de 1979 | C. D. Aurrerá de Ondarroa | 3:0 (Global 4:2) | S. D. Deusto |  |  |

| Ida; 12 de septiembre de 1979 | S. D. Lemona | 1:1 | Tolosa C. F. |  |  |

| Vuelta; 25 de octubre de 1979 | Tolosa C. F. | 4:0 (Global 5:1) | S. D. Lemona |  |  |

| Ida; 12 de septiembre de 1979 | C. D. Calahorra | 8:2 | A. D. Sabiñánigo |  |  |

| Vuelta; 11 de octubre de 1979 | A. D. Sabiñánigo | 3:2 (Global 5:10) | C. D. Calahorra |  |  |

| Ida; 12 de septiembre de 1979 | Lorca Deportiva | 3:0 | U. D. Alcira |  |  |

| Vuelta; 31 de octubre de 1979 | U. D. Alcira | 3:0 (t. s.)(0-null p.)(Global 3:3) | Lorca Deportiva |  |  |

| Ida; 12 de septiembre de 1979 | C. D. Olímpico | 3:1 | C. D. Villena |  |  |

| Vuelta; 31 de octubre de 1979 | C. D. Villena | 1:0 (Global 2:3) | C. D. Olímpico |  |  |

| Ida; 12 de septiembre de 1979 | Crevillente Deportivo | 2:1 | U. D. Puzol |  |  |

| Vuelta; 27 de septiembre de 1979 | U. D. Puzol | 2:1 (t. s.)(2-4 p.)(Global 3:3) | Crevillente Deportivo |  |  |

| Ida; 12 de septiembre de 1979 | A. P. Almansa | 1:1 | Villarreal C. F. |  |  |

| Vuelta; 31 de octubre de 1979 | Villarreal C. F. | 1:0 (Global 2:1) | A. P. Almansa |  |  |

| Ida; 12 de septiembre de 1979 | C. F. Gandía | 0:0 | Torrevieja C. F. |  |  |

| Vuelta; 31 de octubre de 1979 | Torrevieja C. F. | 1:1 (t. s.)(0-null p.)(Global 1:1) | C. F. Gandía |  |  |

| Ida; 12 de septiembre de 1979 | Orihuela Deportiva C. F. | 5:0 | C. D. Acero |  |  |

| Vuelta; 31 de octubre de 1979 | C. D. Acero | 0:0 (Global 0:5) | Orihuela Deportiva C. F. |  |  |

| Ida; 12 de septiembre de 1979 | S. D. Gimnástica Arandina | 0:0 | Real Valladolid Deportivo Promesas |  |  |

| Vuelta; 31 de octubre de 1979 | Real Valladolid Deportivo Promesas | 1:0 (Global 1:0) | S. D. Gimnástica Arandina |  |  |

| Ida; 12 de septiembre de 1979 | C. D. Antequerano | 1:0 | Úbeda C. F. |  |  |

| Vuelta; 01 de noviembre de 1979 | Úbeda C. F. | 1:1 (Global 1:2) | C. D. Antequerano |  |  |

| Ida; 12 de septiembre de 1979 | C. Atlético Malagueño | 2:0 | Vélez C. F. |  |  |

| Vuelta; 31 de octubre de 1979 | Vélez C. F. | 1:0 (Global 1:2) | C. Atlético Malagueño |  |  |

| Ida; 12 de septiembre de 1979 | Martos C. D. | 2:0 | C. D. Estepona |  |  |

| Vuelta; 31 de octubre de 1979 | C. D. Estepona | 2:2 (Global 2:4) | Martos C. D. |  |  |

| Ida; 12 de septiembre de 1979 | C. D. Ses Salines | 3:2 | S. D. Portmany |  |  |

| Vuelta; 31 de octubre de 1979 | S. D. Portmany | 3:0 (Global 5:3) | C. D. Ses Salines |  |  |

| Ida; 12 de septiembre de 1979 | C. Haro Deportivo | 1:2 | U. D. C. Chantrea |  |  |

| Vuelta; 31 de octubre de 1979 | U. D. C. Chantrea | 2:0 (Global 4:1) | C. Haro Deportivo |  |  |

| Ida; 12 de septiembre de 1979 | Betis Deportivo Balompié | 0:0 | Racing C. Portuense |  |  |

| Vuelta; 31 de octubre de 1979 | Racing C. Portuense | 2:0 (Global 2:0) | Betis Deportivo Balompié |  |  |

| Ida; 12 de septiembre de 1979 | Real Avilés C. F. | 3:1 | U. D. Cacabelense |  |  |

| Vuelta; 31 de octubre de 1979 | U. D. Cacabelense | 3:2 (Global 4:5) | Real Avilés C. F. |  |  |

| Ida; 12 de septiembre de 1979 | C. D. San Andrés | 0:6 | U. D. Las Palmas |  |  |

| Vuelta; 31 de octubre de 1979 | U. D. Las Palmas | 5:1 (Global 11:1) | C. D. San Andrés |  |  |

| Ida; 12 de septiembre de 1979 | Getafe Deportivo | 6:0 | C. D. Numancia |  |  |

| Vuelta; 31 de octubre de 1979 | C. D. Numancia | 1:5 (Global 1:11) | Getafe Deportivo |  |  |

| Ida; 12 de septiembre de 1979 | Real Unión Club | 0:0 | Deportivo Alavés |  |  |

| Vuelta; 31 de octubre de 1979 | Deportivo Alavés | 4:0 (Global 4:0) | Real Unión Club |  |  |

| Ida; 12 de septiembre de 1979 | Deportivo Aragón | 1:1 | C. D. Binéfar |  |  |

| Vuelta; 31 de octubre de 1979 | C. D. Binéfar | 2:1 (Global 3:2) | Deportivo Aragón |  |  |

| Ida; 12 de septiembre de 1979 | U. D. Las Palmas Atlético | 2:4 | C. D. Tenerife |  |  |

| Vuelta; 31 de octubre de 1979 | C. D. Tenerife | 5:0 (Global 9:2) | U. D. Las Palmas Atlético |  |  |

| Ida; 12 de septiembre de 1979 | A. D. Llerenense | 0:1 | C. D. Pegaso |  |  |

| Vuelta; 31 de octubre de 1979 | C. D. Pegaso | 4:0 (Global 5:0) | A. D. Llerenense |  |  |

| Ida; 12 de septiembre de 1979 | C. Gimnástico de Tarragona | 1:0 | C. D. Júpiter |  |  |

| Vuelta; 31 de octubre de 1979 | C. D. Júpiter | 1:2 (Global 1:3) | C. Gimnástico de Tarragona |  |  |

| Ida; 12 de septiembre de 1979 | C. D. Lugo | 0:0 | C. Turista de Vigo |  |  |

| Vuelta; 31 de octubre de 1979 | C. Turista de Vigo | 1:0 (Global 1:0) | C. D. Lugo |  |  |

| Ida; 12 de septiembre de 1979 | S. D. Ejea | 0:1 | Peña Sport C. F. |  |  |

| Vuelta; 31 de octubre de 1979 | Peña Sport C. F. | 4:2 (Global 5:2) | S. D. Ejea |  |  |

| Ida; 12 de septiembre de 1979 | C. D. San Fernando | 3:1 | C. D. Don Benito |  |  |

| Vuelta; 31 de octubre de 1979 | C. D. Don Benito | 3:0 (Global 4:3) | C. D. San Fernando |  |  |

| Ida; 12 de septiembre de 1979 | Onteniente C. F. | 1:0 | Albacete Balompié |  |  |

| Vuelta; 31 de octubre de 1979 | Albacete Balompié | 3:0 (Global 3:1) | Onteniente C. F. |  |  |

| Ida; 12 de septiembre de 1979 | C. D. Atlético Baleares | 5:1 | C. D. Binisalem |  |  |

| Vuelta; 31 de octubre de 1979 | C. D. Binisalem | 3:2 (Global 4:7) | C. D. Atlético Baleares |  |  |

| Ida; 12 de septiembre de 1979 | Noya S. D. | 0:3 | S. D. Compostela |  |  |

| Vuelta; 31 de octubre de 1979 | S. D. Compostela | 1:1 (Global 4:1) | Noya S. D. |  |  |

| Ida; 12 de septiembre de 1979 | C. D. Sangüesa | 0:0 | C. D. Corellano |  |  |

| Vuelta; 31 de octubre de 1979 | C. D. Corellano | 3:1 (Global 3:1) | C. D. Sangüesa |  |  |

| Ida; 12 de septiembre de 1979 | R. U. D. Carolinense | 2:0 | C. F. Industrial de Melilla |  |  |

| Vuelta; 31 de octubre de 1979 | C. F. Industrial de Melilla | 2:2 (Global 2:4) | R. U. D. Carolinense |  |  |

| Ida; 12 de septiembre de 1979 | C. D. Manchego | 2:2 | A. D. Rayo Vallecano |  |  |

| Vuelta; 31 de octubre de 1979 | A. D. Rayo Vallecano | 4:3 (Global 6:5) | C. D. Manchego |  |  |

| Ida; 12 de septiembre de 1979 | S. D. Eibar | 2:5 | Athletic Club |  |  |

| Vuelta; 31 de octubre de 1979 | Athletic Club | 5:1 (Global 10:3) | S. D. Eibar |  |  |

| Ida; 12 de septiembre de 1979 | C. D. Endesa Andorra | 0:1 | Real Zaragoza C. D. |  |  |

| Vuelta; 31 de octubre de 1979 | Real Zaragoza C. D. | 2:0 (Global 3:0) | C. D. Endesa Andorra |  |  |

| Ida; 12 de septiembre de 1979 | C. D. Malgrat | 0:0 | R. C. D. Español |  |  |

| Vuelta; 31 de octubre de 1979 | R. C. D. Español | 4:0 (Global 4:0) | C. D. Malgrat |  |  |

| Ida; 12 de septiembre de 1979 | Hércules C. F. | 1:0 | C. D. Alcoyano |  |  |

| Vuelta; 31 de octubre de 1979 | C. D. Alcoyano | 1:2 (Global 1:3) | Hércules C. F. |  |  |

| Ida; 12 de septiembre de 1979 | Burgos C. F. | 3:0 | C. D. Venta de Baños |  |  |

| Vuelta; 31 de octubre de 1979 | C. D. Venta de Baños | 0:3 (Global 0:6) | Burgos C. F. |  |  |

| Ida; 12 de septiembre de 1979 | C. D. Benavente | 0:5 | U. D. Salamanca |  |  |

| Vuelta; 31 de octubre de 1979 | U. D. Salamanca | 3:0 (Global 8:0) | C. D. Benavente |  |  |

| Ida; 12 de septiembre de 1979 | Jerez Industrial C. F. | 2:5 | Real Betis Balompié |  |  |

| Vuelta; 31 de octubre de 1979 | Real Betis Balompié | 3:0 (Global 8:2) | Jerez Industrial C. F. |  |  |

| Ida; 12 de septiembre de 1979 | C. F. Extremadura | 1:4 | Castilla C. F. |  |  |

| Vuelta; 31 de octubre de 1979 | Castilla C. F. | 6:1 (Global 10:2) | C. F. Extremadura |  |  |

| Ida; 12 de septiembre de 1979 | Sevilla F. C. | 1:3 | Xerez C. D. |  |  |

| Vuelta; 31 de octubre de 1979 | Xerez C. D. | 3:5 (t. s.)(4-5 p.)(Global 6:6) | Sevilla F. C. |  |  |

| Ida; 12 de septiembre de 1979 | C. Gimnástico Melilla | 0:0 | C. D. Málaga |  |  |

| Vuelta; 31 de octubre de 1979 | C. D. Málaga | 4:1 (Global 4:1) | C. Gimnástico Melilla |  |  |

| Ida; 12 de septiembre de 1979 | C. D. Motril | 0:1 | A. D. Almería |  |  |

| Vuelta; 31 de octubre de 1979 | A. D. Almería | 1:1 (Global 2:1) | C. D. Motril |  |  |

| Ida; 12 de septiembre de 1979 | Atlético Riveira | 1:2 | R. C. D. Coruña |  |  |

| Vuelta; 31 de octubre de 1979 | R. C. D. Coruña | 3:0 (Global 5:1) | Atlético Riveira |  |  |

| Ida; 12 de septiembre de 1979 | R. Racing C. de Santander | 2:1 | Sporting de Gijón Atlético C. F. |  |  |

| Vuelta; 31 de octubre de 1979 | Sporting de Gijón Atlético C. F. | 2:2 (Global 3:4) | R. Racing C. de Santander |  |  |

| Ida; 12 de septiembre de 1979 | C. D. Ensidesa | 0:1 | Real Oviedo C. F. |  |  |

| Vuelta; 31 de octubre de 1979 | Real Oviedo C. F. | 4:0 (Global 5:0) | C. D. Ensidesa |  |  |

| Ida; 12 de septiembre de 1979 | R. S. D. Alcalá | 2:2 | A. D. Torrejón de Ardoz |  |  |

| Vuelta; 31 de octubre de 1979 | A. D. Torrejón de Ardoz | 3:1 (Global 5:3) | R. S. D. Alcalá |  |  |

| Ida; 12 de septiembre de 1979 | C. Atlético Osasuna | 3:0 | C. D. Tudelano |  |  |

| Vuelta; 31 de octubre de 1979 | C. D. Tudelano | 0:2 (Global 0:5) | C. Atlético Osasuna |  |  |

| Ida; 12 de septiembre de 1979 | R. C. Celta de Vigo | 6:0 | Alondras C. F. |  |  |

| Vuelta; 31 de octubre de 1979 | Alondras C. F. | 1:1 (Global 1:7) | R. C. Celta de Vigo |  |  |

| Ida; 12 de septiembre de 1979 | Paterna C. F. | 0:2 | Levante U. D. |  |  |

| Vuelta; 31 de octubre de 1979 | Levante U. D. | 0:0 (Global 2:0) | Paterna C. F. |  |  |

| Ida; 12 de septiembre de 1979 | C. D. Sabadell C. F. | 2:1 | C. D. San Andrés |  |  |

| Vuelta; 31 de octubre de 1979 | C. D. San Andrés | 1:1 (Global 2:3) | C. D. Sabadell C. F. |  |  |

| Ida; 12 de septiembre de 1979 | Real Murcia C. F. | 6:1 | Alicante C. F. |  |  |

| Vuelta; 31 de octubre de 1979 | Alicante C. F. | 2:3 (Global 3:9) | Real Murcia C. F. |  |  |

| Ida; 12 de septiembre de 1979 | U. D. Cuart de Poblet | 0:2 | Elche C. F. |  |  |

| Vuelta; 31 de octubre de 1979 | Elche C. F. | 3:0 (Global 5:0) | U. D. Cuart de Poblet |  |  |

| Ida; 12 de septiembre de 1979 | C. D. Castellón | 3:1 | Cartagena F. C. |  |  |

| Vuelta; 31 de octubre de 1979 | Cartagena F. C. | 2:1 (Global 3:4) | C. D. Castellón |  |  |

| Ida; 12 de septiembre de 1979 | C. D. Colonia Moscardó | 2:1 | Talavera C. F. |  |  |

| Vuelta; 31 de octubre de 1979 | Talavera C. F. | 0:3 (Global 1:5) | C. D. Colonia Moscardó |  |  |

| Ida; 12 de septiembre de 1979 | Cádiz C. F. | 3:1 | R. B. Linense |  |  |

| Vuelta; 31 de octubre de 1979 | R. B. Linense | 2:0 (t. s.)(4-5 p.)(Global 3:3) | Cádiz C. F. |  |  |

| Ida; 12 de septiembre de 1979 | Zamora C. F. | 1:1 | Palencia C. F. |  |  |

| Vuelta; 31 de octubre de 1979 | Palencia C. F. | 1:1 (t. s.)(5-3 p.)(Global 2:2) | Zamora C. F. |  |  |

| Ida; 12 de septiembre de 1979 | Córdoba C. F. | 2:1 | Granada C. F. |  |  |

| Vuelta; 31 de octubre de 1979 | Granada C. F. | 1:1 (Global 2:3) | Córdoba C. F. |  |  |

| Ida; 12 de septiembre de 1979 | Real Valladolid Deportivo | 7:2 | Burgos Promesas C. F. |  |  |

| Vuelta; 31 de octubre de 1979 | Burgos Promesas C. F. | 1:1 (Global 3:8) | Real Valladolid Deportivo |  |  |

| Ida; 12 de septiembre de 1979 | U. D. San Pedro | 0:3 | Algeciras C. F. |  |  |

| Vuelta; 31 de octubre de 1979 | Algeciras C. F. | 2:0 (Global 5:0) | U. D. San Pedro |  |  |

| Ida; 12 de septiembre de 1979 | S. D. U. África Ceutí | 1:1 | R. C. Recreativo de Huelva |  |  |

| Vuelta; 31 de octubre de 1979 | R. C. Recreativo de Huelva | 8:0 (Global 9:1) | S. D. U. África Ceutí |  |  |

## Segunda ronda

### Cuadro
| Equipo 1                    | Agr.       | Equipo 2                           | Ida | Vuelta |
| --------------------------- | ---------- | ---------------------------------- | --- | ------ |
| C. D. Colonia Moscardó      | 7-1        | S. D. Tenisca                      | 6-0 | 1-1    |
| Castilla C. F.              | 5-1        | A. D. Alcorcón                     | 1-0 | 4-1    |
| Bilbao Athletic C.          | 1-3        | Real Sociedad de F.                | 0-1 | 1-2    |
| C. D. Masnou                | 2-8        | R. C. D. Español                   | 2-2 | 0-6    |
| Hércules C. F.              | 3-1        | Crevillente Deportivo              | 1-0 | 2-1    |
| Cultural D. Leonesa         | 1-2        | U. D. Salamanca                    | 0-0 | 1-2    |
| C. D. Pegaso                | 5-6        | C. P. Cacereño                     | 3-3 | 2-3    |
| Real Betis Balompié         | 4-2        | Sevilla Atlético C.                | 2-0 | 2-2    |
| Córdoba C. F.               | 2-3        | Sevilla F. C.                      | 2-1 | 0-2    |
| Martos C. D.                | 0-11       | C. D. Málaga                       | 0-5 | 0-6    |
| A. D. Almería               | 3-0        | C. Atlético Malagueño              | 3-0 | 0-0    |
| U. D. Las Palmas            | 4-2        | C. D. Tenerife                     | 2-1 | 2-1    |
| Racing C. de Ferrol         | 3-2        | R. C. D. Coruña                    | 3-1 | 0-1    |
| R. C. Celta de Vigo         | 5-0        | C. D. Orense                       | 4-0 | 1-0    |
| Real Oviedo C. F.           | 6-0        | Santoña C. F.                      | 6-0 | 0-0    |
| Caudal Deportivo            | 2-5        | R. Racing C. de Santander          | 2-0 | 0-5    |
| C. D. Sabadell C. F.        | 4-2        | U. D. Figueras                     | 3-0 | 1-2    |
| Albacete Balompié           | 0-1        | Real Murcia C. F.                  | 0-0 | 0-1    |
| U. D. Español de SVR        | 2-6        | C. D. Castellón                    | 2-3 | 0-3    |
| Orihuela Deportiva C. F.    | 0-6        | Levante U. D.                      | 0-4 | 0-2    |
| Elche C. F.                 | 4-1        | C. D. Olímpico                     | 3-0 | 1-1    |
| Palencia C. F.              | 6-3        | Real Valladolid Deportivo Promesas | 4-0 | 2-3    |
| Linares C. F.               | 2-3        | R. C. Recreativo de Huelva         | 1-0 | 1-3    |
| Ag. D. Ceuta                | 2-1        | Cádiz C. F.                        | 0-1 | 2-0    |
| C. D. Antequerano           | 2-3        | Algeciras C. F.                    | 2-1 | 0-2    |
| Pontevedra C. F.            | 3-1        | C. Juventud Cambados               | 1-1 | 2-0    |
| C. D. Binéfar               | 3-4        | C. D. Logroñés                     | 1-0 | 2-4    |
| Terrassa F. C.              | 4-2        | U. D. Carcagente                   | 1-0 | 3-2    |
| C. D. Toledo                | 1-5        | A. D. Torrejón de Ardoz            | 0-0 | 1-5    |
| C. D. Badajoz               | 2-1        | C. F. Calvo Sotelo de Puertollano  | 2-0 | 0-1    |
| S. D. Compostela            | 3-1        | C. Turista de Vigo                 | 2-1 | 1-0    |
| C. D. Munguía               | 3-2        | Tolosa C. F.                       | 3-1 | 0-1    |
| Torrevieja C. F.            | 4-5        | Villarreal C. F.                   | 4-1 | 0-4    |
| U. D. Alcira                | 4-0        | Vinaroz C. F.                      | 3-0 | 1-0    |
| C. D. Atlético Baleares     | 2-0        | S. D. Formentera                   | 1-0 | 1-0    |
| C. D. Constancia            | 2-3        | R. C. D. Mallorca                  | 1-1 | 1-2    |
| C. D. Carabanchel           | 2-3        | Real Valladolid Deportivo          | 1-0 | 1-3    |
| C. D. Don Benito            | 2-3        | A. D. Rayo Vallecano               | 0-2 | 2-1    |
| C. D. Turón                 | 0-6        | R. Sporting de Gijón               | 0-4 | 0-2    |
| C. D. Guecho                | 1-12       | Athletic Club                      | 0-5 | 1-7    |
| Baracaldo C. F.             | 2-3        | Burgos C. F.                       | 1-1 | 1-2    |
| C. D. Calahorra             | 3-6        | Real Zaragoza C. D.                | 1-2 | 2-4    |
| Atlético Valdemoro          | 1-3        | C. Atlético de Madrid              | 1-3 | 0-0    |
| C. D. Aurrerá de Ondarroa   | 1-2        | Deportivo Alavés                   | 1-0 | 0-2    |
| U. D. C. Chantrea           | 1-5        | C. Atlético Osasuna                | 1-0 | 0-5    |
| C. Gimnástico de Tarragona  | 1-0        | F. C. Barcelona Atlético           | 1-0 | 0-0    |
| C. D. Villanovense          | 0-11       | Getafe Deportivo                   | 0-5 | 0-6    |
| U. P. Langreo               | 3-2        | R. S. Gimnástica de Torrelavega    | 2-0 | 1-2    |
| C. D. Mirandés              | 1-2        | Peña Sport C. F.                   | 1-0 | 0-2    |
| C. F. Badalona              | 2-5        | U. D. Lérida                       | 2-0 | 0-5    |
| R. U. D. Carolinense        | 0-2        | Racing C. Portuense                | 0-0 | 0-2    |
| S. D. Ibiza                 | 3-2        | C. D. España                       | 1-0 | 2-2    |
| Real Avilés C. F.           | 3-3 (pen.) | C. D. Corellano                    | 2-1 | 1-2    |
| U. E. Olot                  | 3-2        | F. C. Vilafranca                   | 3-0 | 0-2    |
| U. D. Poblense              | 3-4        | S. D. Portmany                     | 2-2 | 1-2    |
| C. D. Atlético de Ciudadela | 7-2        | C. D. Andrach                      | 5-0 | 2-2    |

### Partidos
| Ida; 20 de noviembre de 1979 | C. D. Colonia Moscardó | 6:0 | S. D. Tenisca |  |  |

| Vuelta; 08 de diciembre de 1979 | S. D. Tenisca | 1:1 (Global 1:7) | C. D. Colonia Moscardó |  |  |

| Ida; 21 de noviembre de 1979 | Castilla C. F. | 1:0 | A. D. Alcorcón |  |  |

| Vuelta; 08 de diciembre de 1979 | A. D. Alcorcón | 1:4 (Global 1:5) | Castilla C. F. |  |  |

| Ida; 21 de noviembre de 1979 | Bilbao Athletic C. | 0:1 | Real Sociedad de F. |  |  |

| Vuelta; 19 de diciembre de 1979 | Real Sociedad de F. | 2:1 (Global 3:1) | Bilbao Athletic C. |  |  |

| Ida; 21 de noviembre de 1979 | C. D. Masnou | 2:2 | R. C. D. Español |  |  |

| Vuelta; 08 de diciembre de 1979 | R. C. D. Español | 6:0 (Global 8:2) | C. D. Masnou |  |  |

| Ida; 21 de noviembre de 1979 | Hércules C. F. | 1:0 | Crevillente Deportivo |  |  |

| Vuelta; 08 de diciembre de 1979 | Crevillente Deportivo | 1:2 (Global 1:3) | Hércules C. F. |  |  |

| Ida; 21 de noviembre de 1979 | Cultural D. Leonesa | 0:0 | U. D. Salamanca |  |  |

| Vuelta; 19 de diciembre de 1979 | U. D. Salamanca | 2:1 (Global 2:1) | Cultural D. Leonesa |  |  |

| Ida; 21 de noviembre de 1979 | C. D. Pegaso | 3:3 | C. P. Cacereño |  |  |

| Vuelta; 08 de diciembre de 1979 | C. P. Cacereño | 3:2 (Global 6:5) | C. D. Pegaso |  |  |

| Ida; 21 de noviembre de 1979 | Real Betis Balompié | 2:0 | Sevilla Atlético C. |  |  |

| Vuelta; 19 de diciembre de 1979 | Sevilla Atlético C. | 2:2 (Global 2:4) | Real Betis Balompié |  |  |

| Ida; 21 de noviembre de 1979 | Córdoba C. F. | 2:1 | Sevilla F. C. |  |  |

| Vuelta; 06 de diciembre de 1979 | Sevilla F. C. | 2:0 (Global 3:2) | Córdoba C. F. |  |  |

| Ida; 21 de noviembre de 1979 | Martos C. D. | 0:5 | C. D. Málaga |  |  |

| Vuelta; 19 de diciembre de 1979 | C. D. Málaga | 6:0 (Global 11:0) | Martos C. D. |  |  |

| Ida; 21 de noviembre de 1979 | A. D. Almería | 3:0 | C. Atlético Malagueño |  |  |

| Vuelta; 19 de diciembre de 1979 | C. Atlético Malagueño | 0:0 (Global 0:3) | A. D. Almería |  |  |

| Ida; 21 de noviembre de 1979 | U. D. Las Palmas | 2:1 | C. D. Tenerife |  |  |

| Vuelta; 19 de diciembre de 1979 | C. D. Tenerife | 1:2 (Global 2:4) | U. D. Las Palmas |  |  |

| Ida; 21 de noviembre de 1979 | Racing C. de Ferrol | 3:1 | R. C. D. Coruña |  |  |

| Vuelta; 08 de diciembre de 1979 | R. C. D. Coruña | 1:0 (Global 2:3) | Racing C. de Ferrol |  |  |

| Ida; 21 de noviembre de 1979 | R. C. Celta de Vigo | 4:0 | C. D. Orense |  |  |

| Vuelta; 08 de diciembre de 1979 | C. D. Orense | 0:1 (Global 0:5) | R. C. Celta de Vigo |  |  |

| Ida; 21 de noviembre de 1979 | Real Oviedo C. F. | 6:0 | Santoña C. F. |  |  |

| Vuelta; 08 de diciembre de 1979 | Santoña C. F. | 0:0 (Global 0:6) | Real Oviedo C. F. |  |  |

| Ida; 21 de noviembre de 1979 | Caudal Deportivo | 2:0 | R. Racing C. de Santander |  |  |

| Vuelta; 08 de diciembre de 1979 | R. Racing C. de Santander | 5:0 (Global 5:2) | Caudal Deportivo |  |  |

| Ida; 21 de noviembre de 1979 | C. D. Sabadell C. F. | 3:0 | U. D. Figueras |  |  |

| Vuelta; 19 de diciembre de 1979 | U. D. Figueras | 2:1 (Global 2:4) | C. D. Sabadell C. F. |  |  |

| Ida; 21 de noviembre de 1979 | Albacete Balompié | 0:0 | Real Murcia C. F. |  |  |

| Vuelta; 08 de diciembre de 1979 | Real Murcia C. F. | 1:0 (Global 1:0) | Albacete Balompié |  |  |

| Ida; 21 de noviembre de 1979 | U. D. Español de SVR | 2:3 | C. D. Castellón |  |  |

| Vuelta; 19 de diciembre de 1979 | C. D. Castellón | 3:0 (Global 6:2) | U. D. Español de SVR |  |  |

| Ida; 21 de noviembre de 1979 | Orihuela Deportiva C. F. | 0:4 | Levante U. D. |  |  |

| Vuelta; 08 de diciembre de 1979 | Levante U. D. | 2:0 (Global 6:0) | Orihuela Deportiva C. F. |  |  |

| Ida; 21 de noviembre de 1979 | Elche C. F. | 3:0 | C. D. Olímpico |  |  |

| Vuelta; 19 de diciembre de 1979 | C. D. Olímpico | 1:1 (Global 1:4) | Elche C. F. |  |  |

| Ida; 21 de noviembre de 1979 | Palencia C. F. | 4:0 | Real Valladolid Deportivo Promesas |  |  |

| Vuelta; 19 de diciembre de 1979 | Real Valladolid Deportivo Promesas | 3:2 (Global 3:6) | Palencia C. F. |  |  |

| Ida; 21 de noviembre de 1979 | Linares C. F. | 1:0 | R. C. Recreativo de Huelva |  |  |

| Vuelta; 09 de diciembre de 1979 | R. C. Recreativo de Huelva | 3:1 (Global 3:2) | Linares C. F. |  |  |

| Ida; 21 de noviembre de 1979 | Ag. D. Ceuta | 0:1 | Cádiz C. F. |  |  |

| Vuelta; 08 de diciembre de 1979 | Cádiz C. F. | 0:2 (Global 1:2) | Ag. D. Ceuta |  |  |

| Ida; 21 de noviembre de 1979 | C. D. Antequerano | 2:1 | Algeciras C. F. |  |  |

| Vuelta; 19 de diciembre de 1979 | Algeciras C. F. | 2:0 (Global 3:2) | C. D. Antequerano |  |  |

| Ida; 21 de noviembre de 1979 | Pontevedra C. F. | 1:1 | C. Juventud Cambados |  |  |

| Vuelta; 19 de diciembre de 1979 | C. Juventud Cambados | 0:2 (Global 1:3) | Pontevedra C. F. |  |  |

| Ida; 21 de noviembre de 1979 | C. D. Binéfar | 1:0 | C. D. Logroñés |  |  |

| Vuelta; 19 de diciembre de 1979 | C. D. Logroñés | 4:2 (Global 4:3) | C. D. Binéfar |  |  |

| Ida; 21 de noviembre de 1979 | Terrassa F. C. | 1:0 | U. D. Carcagente |  |  |

| Vuelta; 19 de diciembre de 1979 | U. D. Carcagente | 2:3 (Global 2:4) | Terrassa F. C. |  |  |

| Ida; 21 de noviembre de 1979 | C. D. Toledo | 0:0 | A. D. Torrejón de Ardoz |  |  |

| Vuelta; 19 de diciembre de 1979 | A. D. Torrejón de Ardoz | 5:1 (Global 5:1) | C. D. Toledo |  |  |

| Ida; 21 de noviembre de 1979 | C. D. Badajoz | 2:0 | C. F. Calvo Sotelo de Puertollano |  |  |

| Vuelta; 19 de diciembre de 1979 | C. F. Calvo Sotelo de Puertollano | 1:0 (Global 1:2) | C. D. Badajoz |  |  |

| Ida; 21 de noviembre de 1979 | S. D. Compostela | 2:1 | C. Turista de Vigo |  |  |

| Vuelta; 08 de diciembre de 1979 | C. Turista de Vigo | 0:1 (Global 1:3) | S. D. Compostela |  |  |

| Ida; 21 de noviembre de 1979 | C. D. Munguía | 3:1 | Tolosa C. F. |  |  |

| Vuelta; 08 de diciembre de 1979 | Tolosa C. F. | 1:0 (Global 2:3) | C. D. Munguía |  |  |

| Ida; 21 de noviembre de 1979 | Torrevieja C. F. | 4:1 | Villarreal C. F. |  |  |

| Vuelta; 19 de diciembre de 1979 | Villarreal C. F. | 4:0 (Global 5:4) | Torrevieja C. F. |  |  |

| Ida; 21 de noviembre de 1979 | U. D. Alcira | 3:0 | Vinaroz C. F. |  |  |

| Vuelta; 08 de diciembre de 1979 | Vinaroz C. F. | 0:1 (Global 0:4) | U. D. Alcira |  |  |

| Ida; 21 de noviembre de 1979 | C. D. Atlético Baleares | 1:0 | S. D. Formentera |  |  |

| Vuelta; 19 de diciembre de 1979 | S. D. Formentera | 0:1 (Global 0:2) | C. D. Atlético Baleares |  |  |

| Ida; 22 de noviembre de 1979 | C. D. Constancia | 1:1 | R. C. D. Mallorca |  |  |

| Vuelta; 08 de diciembre de 1979 | R. C. D. Mallorca | 2:1 (Global 3:2) | C. D. Constancia |  |  |

| Ida; 28 de noviembre de 1979 | C. D. Carabanchel | 1:0 | Real Valladolid Deportivo |  |  |

| Vuelta; 08 de diciembre de 1979 | Real Valladolid Deportivo | 3:1 (Global 3:2) | C. D. Carabanchel |  |  |

| Ida; 28 de noviembre de 1979 | C. D. Don Benito | 0:2 | A. D. Rayo Vallecano |  |  |

| Vuelta; 08 de diciembre de 1979 | A. D. Rayo Vallecano | 1:2 (Global 3:2) | C. D. Don Benito |  |  |

| Ida; 28 de noviembre de 1979 | C. D. Turón | 0:4 | R. Sporting de Gijón |  |  |

| Vuelta; 19 de diciembre de 1979 | R. Sporting de Gijón | 2:0 (Global 6:0) | C. D. Turón |  |  |

| Ida; 08 de diciembre de 1979 | C. D. Guecho | 0:5 | Athletic Club |  |  |

| Vuelta; 12 de diciembre de 1979 | Athletic Club | 7:1 (Global 12:1) | C. D. Guecho |  |  |

| Ida; 08 de diciembre de 1979 | Baracaldo C. F. | 1:1 | Burgos C. F. |  |  |

| Vuelta; 26 de diciembre de 1979 | Burgos C. F. | 2:1 (Global 3:2) | Baracaldo C. F. |  |  |

| Ida; 08 de diciembre de 1979 | C. D. Calahorra | 1:2 | Real Zaragoza C. D. |  |  |

| Vuelta; 19 de diciembre de 1979 | Real Zaragoza C. D. | 4:2 (Global 6:3) | C. D. Calahorra |  |  |

| Ida; 08 de diciembre de 1979 | Atlético Valdemoro | 1:3 | C. Atlético de Madrid |  |  |

| Vuelta; 20 de diciembre de 1979 | C. Atlético de Madrid | 0:0 (Global 3:1) | Atlético Valdemoro |  |  |

| Ida; 08 de diciembre de 1979 | C. D. Aurrerá de Ondarroa | 1:0 | Deportivo Alavés |  |  |

| Vuelta; 26 de diciembre de 1979 | Deportivo Alavés | 2:0 (Global 2:1) | C. D. Aurrerá de Ondarroa |  |  |

| Ida; 08 de diciembre de 1979 | U. D. C. Chantrea | 1:0 | C. Atlético Osasuna |  |  |

| Vuelta; 20 de diciembre de 1979 | C. Atlético Osasuna | 5:0 (Global 5:1) | U. D. C. Chantrea |  |  |

| Ida; 08 de diciembre de 1979 | C. Gimnástico de Tarragona | 1:0 | F. C. Barcelona Atlético |  |  |

| Vuelta; 19 de diciembre de 1979 | F. C. Barcelona Atlético | 0:0 (Global 0:1) | C. Gimnástico de Tarragona |  |  |

| Ida; 08 de diciembre de 1979 | C. D. Villanovense | 0:5 | Getafe Deportivo |  |  |

| Vuelta; 20 de diciembre de 1979 | Getafe Deportivo | 6:0 (Global 11:0) | C. D. Villanovense |  |  |

| Ida; 08 de diciembre de 1979 | U. P. Langreo | 2:0 | R. S. Gimnástica de Torrelavega |  |  |

| Vuelta; 19 de diciembre de 1979 | R. S. Gimnástica de Torrelavega | 2:1 (Global 2:3) | U. P. Langreo |  |  |

| Ida; 08 de diciembre de 1979 | C. D. Mirandés | 1:0 | Peña Sport C. F. |  |  |

| Vuelta; 19 de diciembre de 1979 | Peña Sport C. F. | 2:0 (Global 2:1) | C. D. Mirandés |  |  |

| Ida; 08 de diciembre de 1979 | C. F. Badalona | 2:0 | U. D. Lérida |  |  |

| Vuelta; 19 de diciembre de 1979 | U. D. Lérida | 5:0 (Global 5:2) | C. F. Badalona |  |  |

| Ida; 08 de diciembre de 1979 | R. U. D. Carolinense | 0:0 | Racing C. Portuense |  |  |

| Vuelta; 19 de diciembre de 1979 | Racing C. Portuense | 2:0 (Global 2:0) | R. U. D. Carolinense |  |  |

| Ida; 08 de diciembre de 1979 | S. D. Ibiza | 1:0 | C. D. España |  |  |

| Vuelta; 12 de diciembre de 1979 | C. D. España | 2:2 (Global 2:3) | S. D. Ibiza |  |  |

| Ida; 08 de diciembre de 1979 | Real Avilés C. F. | 2:1 | C. D. Corellano |  |  |

| Vuelta; 12 de diciembre de 1979 | C. D. Corellano | 2:1 (t. s.)(4-2 p.)(Global 3:3) | Real Avilés C. F. |  |  |

| Ida; 08 de diciembre de 1979 | U. E. Olot | 3:0 | F. C. Vilafranca |  |  |

| Vuelta; 19 de diciembre de 1979 | F. C. Vilafranca | 2:0 (Global 2:3) | U. E. Olot |  |  |

| Ida; 08 de diciembre de 1979 | U. D. Poblense | 2:2 | S. D. Portmany |  |  |

| Vuelta; 19 de diciembre de 1979 | S. D. Portmany | 2:1 (Global 4:3) | U. D. Poblense |  |  |

| Ida; 09 de diciembre de 1979 | C. D. Atlético de Ciudadela | 5:0 | C. D. Andrach |  |  |

| Vuelta; 19 de diciembre de 1979 | C. D. Andrach | 2:2 (Global 2:7) | C. D. Atlético de Ciudadela |  |  |

## Tercera ronda

### Cuadro
| Equipo 1                  | Agr.       | Equipo 2                    | Ida | Vuelta |
| ------------------------- | ---------- | --------------------------- | --- | ------ |
| Deportivo Alavés          | 3-0        | U. D. Lérida                | 2-0 | 1-0    |
| Algeciras C. F.           | 1-4        | Getafe Deportivo            | 1-1 | 0-3    |
| U. D. Alcira              | 0-3        | R. C. Recreativo de Huelva  | 0-1 | 0-2    |
| Real Betis Balompié       | 7-1        | Racing C. de Ferrol         | 5-1 | 2-0    |
| Castilla C. F.            | 3-1        | R. Racing C. de Santander   | 3-1 | 0-0    |
| C. P. Cacereño            | 4-8        | Real Zaragoza C. D.         | 2-4 | 2-4    |
| Ag. D. Ceuta              | 0-2        | A. D. Almería               | 0-0 | 0-2    |
| C. D. Corellano           | 2-5        | C. D. Castellón             | 1-3 | 1-2    |
| Elche C. F.               | 5-1        | U. D. Las Palmas            | 3-1 | 2-0    |
| S. D. Compostela          | 3-4        | Real Murcia C. F.           | 3-0 | 0-4    |
| S. D. Erandio Club        | 1-2        | R. C. Celta de Vigo         | 1-2 | 0-0    |
| R. C. D. Español          | 6-0        | C. D. Atlético de Ciudadela | 3-0 | 3-0    |
| S. D. Ibiza               | 0-4        | Real Oviedo C. F.           | 0-0 | 0-4    |
| C. D. Logroñés            | 2-1        | Levante U. D.               | 0-0 | 2-1    |
| U. P. Langreo             | 0-1        | U. D. Salamanca             | 0-0 | 0-1    |
| R. C. D. Mallorca         | 0-1        | Palencia C. F.              | 0-0 | 0-1    |
| C. D. Málaga              | 2-1        | Terrassa F. C.              | 0-0 | 2-1    |
| C. D. Colonia Moscardó    | 2-7        | R. Sporting de Gijón        | 0-1 | 2-6    |
| C. D. Munguía             | 0-13       | Athletic Club               | 0-5 | 0-8    |
| U. E. Olot                | 2-5        | Burgos C. F.                | 2-1 | 0-4    |
| Peña Sport C. F.          | 0-3        | Real Sociedad de F.         | 0-1 | 0-2    |
| Portuense C. F.           | 2-7        | C. Atlético de Madrid       | 1-4 | 1-3    |
| A. D. Rayo Vallecano      | 11-2       | S. D. Portmany              | 5-0 | 6-2    |
| Pontevedra C. F.          | 1-1 (pen.) | C. Gimnástico de Tarragona  | 1-0 | 0-1    |
| C. D. Sabadell C. F.      | 9-1        | C. D. Atlético Baleares     | 7-1 | 2-0    |
| A. D. Torrejón de Ardoz   | 2-4        | Hércules C. F.              | 1-2 | 1-2    |
| Real Valladolid Deportivo | 7-1        | C. D. Badajoz               | 1-0 | 6-1    |
| Villarreal C. F.          | 2-9        | Sevilla F. C.               | 2-5 | 0-4    |

### Partidos
| Ida; 09 de enero de 1980 | Deportivo Alavés | 2:0 | U. D. Lérida |  |  |

| Vuelta; 16 de enero de 1980 | U. D. Lérida | 0:1 (Global 0:3) | Deportivo Alavés |  |  |

| Ida; 10 de enero de 1980 | Algeciras C. F. | 1:1 | Getafe Deportivo |  |  |

| Vuelta; 16 de enero de 1980 | Getafe Deportivo | 3:0 (Global 4:1) | Algeciras C. F. |  |  |

| Ida; 10 de enero de 1980 | U. D. Alcira | 0:1 | R. C. Recreativo de Huelva |  |  |

| Vuelta; 16 de enero de 1980 | R. C. Recreativo de Huelva | 2:0 (Global 3:0) | U. D. Alcira |  |  |

| Ida; 09 de enero de 1980 | Real Betis Balompié | 5:1 | Racing C. de Ferrol |  |  |

| Vuelta; 16 de enero de 1980 | Racing C. de Ferrol | 0:2 (Global 1:7) | Real Betis Balompié |  |  |

| Ida; 09 de enero de 1980 | Castilla C. F. | 3:1 | R. Racing C. de Santander |  |  |

| Vuelta; 16 de enero de 1980 | R. Racing C. de Santander | 0:0 (Global 1:3) | Castilla C. F. |  |  |

| Ida; 09 de enero de 1980 | C. P. Cacereño | 2:4 | Real Zaragoza C. D. |  |  |

| Vuelta; 16 de enero de 1980 | Real Zaragoza C. D. | 4:2 (Global 8:4) | C. P. Cacereño |  |  |

| Ida; 09 de enero de 1980 | Ag. D. Ceuta | 0:0 | A. D. Almería |  |  |

| Vuelta; 16 de enero de 1980 | A. D. Almería | 2:0 (Global 2:0) | Ag. D. Ceuta |  |  |

| Ida; 09 de enero de 1980 | C. D. Corellano | 1:3 | C. D. Castellón |  |  |

| Vuelta; 16 de enero de 1980 | C. D. Castellón | 2:1 (Global 5:2) | C. D. Corellano |  |  |

| Ida; 09 de enero de 1980 | Elche C. F. | 3:1 | U. D. Las Palmas |  |  |

| Vuelta; 16 de enero de 1980 | U. D. Las Palmas | 0:2 (Global 1:5) | Elche C. F. |  |  |

| Ida; 09 de enero de 1980 | S. D. Compostela | 3:0 | Real Murcia C. F. |  |  |

| Vuelta; 16 de enero de 1980 | Real Murcia C. F. | 4:0 (Global 4:3) | S. D. Compostela |  |  |

| Ida; 09 de enero de 1980 | S. D. Erandio Club | 1:2 | R. C. Celta de Vigo |  |  |

| Vuelta; 16 de enero de 1980 | R. C. Celta de Vigo | 0:0 (Global 2:1) | S. D. Erandio Club |  |  |

| Ida; 09 de enero de 1980 | R. C. D. Español | 3:0 | C. D. Atlético de Ciudadela |  |  |

| Vuelta; 17 de enero de 1980 | C. D. Atlético de Ciudadela | 0:3 (Global 0:6) | R. C. D. Español |  |  |

| Ida; 09 de enero de 1980 | S. D. Ibiza | 0:0 | Real Oviedo C. F. |  |  |

| Vuelta; 16 de enero de 1980 | Real Oviedo C. F. | 4:0 (Global 4:0) | S. D. Ibiza |  |  |

| Ida; 09 de enero de 1980 | C. D. Logroñés | 0:0 | Levante U. D. |  |  |

| Vuelta; 16 de enero de 1980 | Levante U. D. | 1:2 (Global 1:2) | C. D. Logroñés |  |  |

| Ida; 09 de enero de 1980 | U. P. Langreo | 0:0 | U. D. Salamanca |  |  |

| Vuelta; 16 de enero de 1980 | U. D. Salamanca | 1:0 (Global 1:0) | U. P. Langreo |  |  |

| Ida; 09 de enero de 1980 | R. C. D. Mallorca | 0:0 | Palencia C. F. |  |  |

| Vuelta; 16 de enero de 1980 | Palencia C. F. | 1:0 (Global 1:0) | R. C. D. Mallorca |  |  |

| Ida; 09 de enero de 1980 | C. D. Málaga | 0:0 | Terrassa F. C. |  |  |

| Vuelta; 16 de enero de 1980 | Terrassa F. C. | 1:2 (Global 1:2) | C. D. Málaga |  |  |

| Ida; 09 de enero de 1980 | C. D. Colonia Moscardó | 0:1 | R. Sporting de Gijón |  |  |

| Vuelta; 15 de enero de 1980 | R. Sporting de Gijón | 6:2 (Global 7:2) | C. D. Colonia Moscardó |  |  |

| Ida; 09 de enero de 1980 | C. D. Munguía | 0:5 | Athletic Club |  |  |

| Vuelta; 16 de enero de 1980 | Athletic Club | 8:0 (Global 13:0) | C. D. Munguía |  |  |

| Ida; 09 de enero de 1980 | U. E. Olot | 2:1 | Burgos C. F. |  |  |

| Vuelta; 16 de enero de 1980 | Burgos C. F. | 4:0 (Global 5:2) | U. E. Olot |  |  |

| Ida; 09 de enero de 1980 | Peña Sport C. F. | 0:1 | Real Sociedad de F. |  |  |

| Vuelta; 16 de enero de 1980 | Real Sociedad de F. | 2:0 (Global 3:0) | Peña Sport C. F. |  |  |

| Ida; 09 de enero de 1980 | Portuense C. F. | 1:4 | C. Atlético de Madrid |  |  |

| Vuelta; 16 de enero de 1980 | C. Atlético de Madrid | 3:1 (Global 7:2) | Portuense C. F. |  |  |

| Ida; 09 de enero de 1980 | A. D. Rayo Vallecano | 5:0 | S. D. Portmany |  |  |

| Vuelta; 23 de enero de 1980 | S. D. Portmany | 2:6 (Global 2:11) | A. D. Rayo Vallecano |  |  |

| Ida; 09 de enero de 1980 | Pontevedra C. F. | 1:0 | C. Gimnástico de Tarragona |  |  |

| Vuelta; 16 de enero de 1980 | C. Gimnástico de Tarragona | 1:0 (t. s.)(4-3 p.)(Global 1:1) | Pontevedra C. F. |  |  |

| Ida; 09 de enero de 1980 | C. D. Sabadell C. F. | 7:1 | C. D. Atlético Baleares |  |  |

| Vuelta; 16 de enero de 1980 | C. D. Atlético Baleares | 0:2 (Global 1:9) | C. D. Sabadell C. F. |  |  |

| Ida; 09 de enero de 1980 | A. D. Torrejón de Ardoz | 1:2 | Hércules C. F. |  |  |

| Vuelta; 16 de enero de 1980 | Hércules C. F. | 2:1 (Global 4:2) | A. D. Torrejón de Ardoz |  |  |

| Ida; 09 de enero de 1980 | Real Valladolid Deportivo | 1:0 | C. D. Badajoz |  |  |

| Vuelta; 16 de enero de 1980 | C. D. Badajoz | 1:6 (Global 1:7) | Real Valladolid Deportivo |  |  |

| Ida; 09 de enero de 1980 | Villarreal C. F. | 2:5 | Sevilla F. C. |  |  |

| Vuelta; 16 de enero de 1980 | Sevilla F. C. | 4:0 (Global 9:2) | Villarreal C. F. |  |  |

## Cuarta ronda
| Local ida                   | Resultado global | Local vuelta              | Ida   | Vuelta |
| --------------------------- | ---------------- | ------------------------- | ----- | ------ |
| Burgos CF                   | 1 - 2            | Real Sociedad de Fútbol   | 1 - 1 | 0 - 1  |
| CD Castellón                | 0 - 4            | AD Almería                | 0 - 2 | 0 - 2  |
| Getafe Deportivo            | 2 - 4            | Club Atlético de Madrid   | 1 - 2 | 1 - 2  |
| Club Gimnàstic de Tarragona | 1 - 2            | CD Alavés                 | 0 - 0 | 1 - 2  |
| Hércules CF                 | 4 - 5            | Castilla CF               | 4 - 1 | 0 - 4  |
| RC Recreativo de Huelva     | 0 - 4            | Palencia CF               | 0 - 2 | 0 - 2  |
| CD Logroñés                 | 2 - 1            | UD Salamanca              | 1 - 0 | 1 - 1  |
| CD Málaga                   | 1 - 2            | Elche CF                  | 0 - 0 | 1 - 2  |
| Real Murcia CF              | 2 - 5            | CA Osasuna                | 1 - 3 | 1 - 2  |
| Real Oviedo                 | 0 - 4            | RC Celta                  | 0 - 2 | 0 - 2  |
| AD Rayo Vallecano           | 3 - 0            | RCD Español               | 2 - 0 | 1 - 0  |
| Sevilla FC                  | 2 - 3            | Athletic Club             | 2 - 1 | 0 - 2  |
| CE Sabadell FC              | 2 - 3            | Real Valladolid Deportivo | 1 - 1 | 1 - 2  |
| Real Zaragoza CD            | 1 - 3            | Real Sporting de Gijón    | 1 - 3 | 0 - 0  |

Clubes exentos: Real Betis Balompié.

## Quinta ronda
| Local ida   | Resultado global | Local vuelta  | Ida   | Vuelta |
| ----------- | ---------------- | ------------- | ----- | ------ |
| RC Celta    | 4 - 0            | Elche CF      | 3 - 0 | 1 - 0  |
| Palencia CF | 1 - 4            | Athletic Club | 1 - 2 | 0 - 2  |

Clubes exentos: Real Sociedad de Fútbol, AD Almería, Club Atlético de Madrid, CD Alavés, Castilla CF, CD Logroñés, CA Osasuna, AD Rayo Vallecano,  Real Valladolid Deportivo, Real Sporting de Gijón, Real Betis Balompié.

## Fase final
|  | Octavos de final                                              | Octavos de final                                              | Octavos de final                                              | Octavos de final                                              |   |                 | Cuartos de final                                                       | Cuartos de final                                                       | Cuartos de final                                                       | Cuartos de final                                                       |  |                    | Semifinales                                               | Semifinales                                               | Semifinales                                               | Semifinales                                               |  |             | Final                                                | Final                                                |  |
|  | 27 de febrero de 1980 (ida) 11 y 12 de marzo de 1980 (vuelta) | 27 de febrero de 1980 (ida) 11 y 12 de marzo de 1980 (vuelta) | 27 de febrero de 1980 (ida) 11 y 12 de marzo de 1980 (vuelta) | 27 de febrero de 1980 (ida) 11 y 12 de marzo de 1980 (vuelta) |   |                 | 1 y 15 de abril de 1980 (ida) 30 de abril y 1 de mayo de 1980 (vuelta) | 1 y 15 de abril de 1980 (ida) 30 de abril y 1 de mayo de 1980 (vuelta) | 1 y 15 de abril de 1980 (ida) 30 de abril y 1 de mayo de 1980 (vuelta) | 1 y 15 de abril de 1980 (ida) 30 de abril y 1 de mayo de 1980 (vuelta) |  |                    | 15 de mayo de 1980 (ida) 22 y 24 de mayo de 1980 (vuelta) | 15 de mayo de 1980 (ida) 22 y 24 de mayo de 1980 (vuelta) | 15 de mayo de 1980 (ida) 22 y 24 de mayo de 1980 (vuelta) | 15 de mayo de 1980 (ida) 22 y 24 de mayo de 1980 (vuelta) |  |             | 4 de junio de 1980 Estadio Santiago Bernabéu, Madrid | 4 de junio de 1980 Estadio Santiago Bernabéu, Madrid |  |
|  |                                                               |                                                               |                                                               |                                                               |   |                 |                                                                        |                                                                        |                                                                        |                                                                        |  |                    |                                                           |                                                           |                                                           |                                                           |  |             |                                                      |                                                      |  |
|  |                                                               |                                                               |                                                               |                                                               |   |                 |                                                                        |                                                                        |                                                                        |                                                                        |  |                    |                                                           |                                                           |                                                           |                                                           |  |             |                                                      |                                                      |  |
|  | Real Valladolid (p.)                                          | 1                                                             | 1                                                             | 2 (3)                                                         |   |                 |                                                                        |                                                                        |                                                                        |                                                                        |  |                    |                                                           |                                                           |                                                           |                                                           |  |             |                                                      |                                                      |  |
|  | Real Valladolid (p.)                                          | 1                                                             | 1                                                             | 2 (3)                                                         |   |                 |                                                                        |                                                                        |                                                                        |                                                                        |  |                    |                                                           |                                                           |                                                           |                                                           |  |             |                                                      |                                                      |  |
|  | Alavés                                                        | 0                                                             | 2                                                             | 2 (1)                                                         |   |                 |                                                                        |                                                                        |                                                                        |                                                                        |  |                    |                                                           |                                                           |                                                           |                                                           |  |             |                                                      |                                                      |  |
|  | Alavés                                                        | 0                                                             | 2                                                             | 2 (1)                                                         |   | Real Valladolid | 1                                                                      | 1                                                                      | 2                                                                      |                                                                        |  |                    |                                                           |                                                           |                                                           |                                                           |  |             |                                                      |                                                      |  |
|  |                                                               |                                                               |                                                               |                                                               |   | Real Valladolid | 1                                                                      | 1                                                                      | 2                                                                      |                                                                        |  |                    |                                                           |                                                           |                                                           |                                                           |  |             |                                                      |                                                      |  |
|  |                                                               |                                                               | Atlético de Madrid                                            | 1                                                             | 2 | 3               |                                                                        |                                                                        |                                                                        |                                                                        |  |                    |                                                           |                                                           |                                                           |                                                           |  |             |                                                      |                                                      |  |
|  | Celta de Vigo                                                 | 0                                                             | Atlético de Madrid                                            | 1                                                             | 2 | 3               | 1                                                                      | 1                                                                      |                                                                        |                                                                        |  |                    |                                                           |                                                           |                                                           |                                                           |  |             |                                                      |                                                      |  |
|  | Celta de Vigo                                                 | 0                                                             |                                                               |                                                               |   |                 |                                                                        |                                                                        |                                                                        |                                                                        |  |                    |                                                           |                                                           |                                                           |                                                           |  |             |                                                      |                                                      |  |
|  | Atlético de Madrid                                            | 1                                                             | 2                                                             | 3                                                             |   |                 |                                                                        |                                                                        |                                                                        |                                                                        |  |                    |                                                           |                                                           |                                                           |                                                           |  |             |                                                      |                                                      |  |
|  | Atlético de Madrid                                            | 1                                                             | 2                                                             | 3                                                             |   |                 |                                                                        |                                                                        |                                                                        |                                                                        |  | Atlético de Madrid | 0                                                         | 1                                                         | 1 (3)                                                     |                                                           |  |             |                                                      |                                                      |  |
|  |                                                               |                                                               |                                                               |                                                               |   |                 |                                                                        |                                                                        |                                                                        |                                                                        |  | Atlético de Madrid | 0                                                         | 1                                                         | 1 (3)                                                     |                                                           |  |             |                                                      |                                                      |  |
|  |                                                               |                                                               | Real Madrid (p.)                                              | 0                                                             | 1 | 1 (4)           |                                                                        |                                                                        |                                                                        |                                                                        |  |                    |                                                           |                                                           |                                                           |                                                           |  |             |                                                      |                                                      |  |
|  | Logroñés                                                      | 2                                                             | Real Madrid (p.)                                              | 0                                                             | 1 | 1 (4)           | 0                                                                      | 2                                                                      |                                                                        |                                                                        |  |                    |                                                           |                                                           |                                                           |                                                           |  |             |                                                      |                                                      |  |
|  | Logroñés                                                      | 2                                                             |                                                               |                                                               |   |                 |                                                                        |                                                                        |                                                                        |                                                                        |  |                    |                                                           |                                                           |                                                           |                                                           |  |             |                                                      |                                                      |  |
|  | Real Madrid                                                   | 3                                                             | 2                                                             | 5                                                             |   |                 |                                                                        |                                                                        |                                                                        |                                                                        |  |                    |                                                           |                                                           |                                                           |                                                           |  |             |                                                      |                                                      |  |
|  | Real Madrid                                                   | 3                                                             | 2                                                             | 5                                                             |   | Real Madrid     | 2                                                                      | 1                                                                      | 3                                                                      |                                                                        |  |                    |                                                           |                                                           |                                                           |                                                           |  |             |                                                      |                                                      |  |
|  |                                                               |                                                               |                                                               |                                                               |   | Real Madrid     | 2                                                                      | 1                                                                      | 3                                                                      |                                                                        |  |                    |                                                           |                                                           |                                                           |                                                           |  |             |                                                      |                                                      |  |
|  |                                                               |                                                               | Real Betis                                                    | 1                                                             | 1 | 2               |                                                                        |                                                                        |                                                                        |                                                                        |  |                    |                                                           |                                                           |                                                           |                                                           |  |             |                                                      |                                                      |  |
|  | Real Betis                                                    | 2                                                             | Real Betis                                                    | 1                                                             | 1 | 2               | 3                                                                      | 5                                                                      |                                                                        |                                                                        |  |                    |                                                           |                                                           |                                                           |                                                           |  |             |                                                      |                                                      |  |
|  | Real Betis                                                    | 2                                                             |                                                               |                                                               |   |                 |                                                                        |                                                                        |                                                                        |                                                                        |  |                    |                                                           |                                                           |                                                           |                                                           |  |             |                                                      |                                                      |  |
|  | Almería                                                       | 1                                                             | 1                                                             | 2                                                             |   |                 |                                                                        |                                                                        |                                                                        |                                                                        |  |                    |                                                           |                                                           |                                                           |                                                           |  |             |                                                      |                                                      |  |
|  | Almería                                                       | 1                                                             | 1                                                             | 2                                                             |   |                 |                                                                        |                                                                        |                                                                        |                                                                        |  |                    |                                                           |                                                           |                                                           |                                                           |  | Real Madrid | 6                                                    |                                                      |  |
|  |                                                               |                                                               |                                                               |                                                               |   |                 |                                                                        |                                                                        |                                                                        |                                                                        |  |                    |                                                           |                                                           |                                                           |                                                           |  | Real Madrid | 6                                                    |                                                      |  |
|  |                                                               |                                                               | Castilla CF                                                   | 1                                                             |   |                 |                                                                        |                                                                        |                                                                        |                                                                        |  |                    |                                                           |                                                           |                                                           |                                                           |  |             |                                                      |                                                      |  |
|  | Osasuna                                                       | 1                                                             | Castilla CF                                                   | 1                                                             | 0 | 1               |                                                                        |                                                                        |                                                                        |                                                                        |  |                    |                                                           |                                                           |                                                           |                                                           |  |             |                                                      |                                                      |  |
|  | Osasuna                                                       | 1                                                             |                                                               |                                                               |   |                 |                                                                        |                                                                        |                                                                        |                                                                        |  |                    |                                                           |                                                           |                                                           |                                                           |  |             |                                                      |                                                      |  |
|  | Rayo Vallecano                                                | 2                                                             | 1                                                             | 3                                                             |   |                 |                                                                        |                                                                        |                                                                        |                                                                        |  |                    |                                                           |                                                           |                                                           |                                                           |  |             |                                                      |                                                      |  |
|  | Rayo Vallecano                                                | 2                                                             | 1                                                             | 3                                                             |   | Rayo Vallecano  | 2                                                                      | 0                                                                      | 2                                                                      |                                                                        |  |                    |                                                           |                                                           |                                                           |                                                           |  |             |                                                      |                                                      |  |
|  |                                                               |                                                               |                                                               |                                                               |   | Rayo Vallecano  | 2                                                                      | 0                                                                      | 2                                                                      |                                                                        |  |                    |                                                           |                                                           |                                                           |                                                           |  |             |                                                      |                                                      |  |
|  |                                                               |                                                               | Sporting de Gijón                                             | 3                                                             | 2 | 5               |                                                                        |                                                                        |                                                                        |                                                                        |  |                    |                                                           |                                                           |                                                           |                                                           |  |             |                                                      |                                                      |  |
|  | Valencia                                                      | 1                                                             | Sporting de Gijón                                             | 3                                                             | 2 | 5               | 1                                                                      | 2                                                                      |                                                                        |                                                                        |  |                    |                                                           |                                                           |                                                           |                                                           |  |             |                                                      |                                                      |  |
|  | Valencia                                                      | 1                                                             |                                                               |                                                               |   |                 |                                                                        |                                                                        |                                                                        |                                                                        |  |                    |                                                           |                                                           |                                                           |                                                           |  |             |                                                      |                                                      |  |
|  | Sporting de Gijón                                             | 0                                                             | 3                                                             | 3                                                             |   |                 |                                                                        |                                                                        |                                                                        |                                                                        |  |                    |                                                           |                                                           |                                                           |                                                           |  |             |                                                      |                                                      |  |
|  | Sporting de Gijón                                             | 0                                                             | 3                                                             | 3                                                             |   |                 |                                                                        |                                                                        |                                                                        |                                                                        |  | Sporting de Gijón  | 2                                                         | 1                                                         | 3                                                         |                                                           |  |             |                                                      |                                                      |  |
|  |                                                               |                                                               |                                                               |                                                               |   |                 |                                                                        |                                                                        |                                                                        |                                                                        |  | Sporting de Gijón  | 2                                                         | 1                                                         | 3                                                         |                                                           |  |             |                                                      |                                                      |  |
|  |                                                               |                                                               | Castilla CF                                                   | 0                                                             | 4 | 4               |                                                                        |                                                                        |                                                                        |                                                                        |  |                    |                                                           |                                                           |                                                           |                                                           |  |             |                                                      |                                                      |  |
|  | Barcelona                                                     | 2                                                             | Castilla CF                                                   | 0                                                             | 4 | 4               | 0                                                                      | 2                                                                      |                                                                        |                                                                        |  |                    |                                                           |                                                           |                                                           |                                                           |  |             |                                                      |                                                      |  |
|  | Barcelona                                                     | 2                                                             |                                                               |                                                               |   |                 |                                                                        |                                                                        |                                                                        |                                                                        |  |                    |                                                           |                                                           |                                                           |                                                           |  |             |                                                      |                                                      |  |
|  | Real Sociedad                                                 | 1                                                             | 3                                                             | 4                                                             |   |                 |                                                                        |                                                                        |                                                                        |                                                                        |  |                    |                                                           |                                                           |                                                           |                                                           |  |             |                                                      |                                                      |  |
|  | Real Sociedad                                                 | 1                                                             | 3                                                             | 4                                                             |   | Real Sociedad   | 2                                                                      | 0                                                                      | 2                                                                      |                                                                        |  |                    |                                                           |                                                           |                                                           |                                                           |  |             |                                                      |                                                      |  |
|  |                                                               |                                                               |                                                               |                                                               |   | Real Sociedad   | 2                                                                      | 0                                                                      | 2                                                                      |                                                                        |  |                    |                                                           |                                                           |                                                           |                                                           |  |             |                                                      |                                                      |  |
|  |                                                               |                                                               | Castilla CF                                                   | 1                                                             | 2 | 3               |                                                                        |                                                                        |                                                                        |                                                                        |  |                    |                                                           |                                                           |                                                           |                                                           |  |             |                                                      |                                                      |  |
|  | Castilla CF                                                   | 0                                                             | Castilla CF                                                   | 1                                                             | 2 | 3               | 2                                                                      | 2                                                                      |                                                                        |                                                                        |  |                    |                                                           |                                                           |                                                           |                                                           |  |             |                                                      |                                                      |  |
|  | Castilla CF                                                   | 0                                                             |                                                               |                                                               |   |                 |                                                                        |                                                                        |                                                                        |                                                                        |  |                    |                                                           |                                                           |                                                           |                                                           |  |             |                                                      |                                                      |  |
|  | Athletic Club                                                 | 0                                                             | 1                                                             | 1                                                             |   |                 |                                                                        |                                                                        |                                                                        |                                                                        |  |                    |                                                           |                                                           |                                                           |                                                           |  |             |                                                      |                                                      |  |
|  | Athletic Club                                                 | 0                                                             | 1                                                             | 1                                                             |   |                 |                                                                        |                                                                        |                                                                        |                                                                        |  |                    |                                                           |                                                           |                                                           |                                                           |  |             |                                                      |                                                      |  |
|  |                                                               |                                                               |                                                               |                                                               |   |                 |                                                                        |                                                                        |                                                                        |                                                                        |  |                    |                                                           |                                                           |                                                           |                                                           |  |             |                                                      |                                                      |  |

### Octavos de final
| Local ida                 | Resultado global   | Local vuelta            | Ida   | Vuelta |
| ------------------------- | ------------------ | ----------------------- | ----- | ------ |
| FC Barcelona              | 2 - 4              | Real Sociedad de Fútbol | 2 - 1 | 0 - 3  |
| Real Betis Balompié       | 5 - 2              | AD Almería              | 2 - 1 | 3 - 1  |
| Castilla CF               | 2 - 1              | Athletic Club           | 0 - 0 | 2 - 1  |
| RC Celta                  | 1 - 3              | Club Atlético de Madrid | 0 - 1 | 1 - 2  |
| CD Logroñés               | 2 - 5              | Real Madrid CF          | 2 - 3 | 0 - 2  |
| CA Osasuna                | 1 - 3              | AD Rayo Vallecano       | 1 - 2 | 0 - 1  |
| Valencia CF               | 2 - 3              | Real Sporting de Gijón  | 1 - 0 | 1 - 3  |
| Real Valladolid Deportivo | 2 - 2 (pen. 3 - 1) | CD Alavés               | 1 - 0 | 1 - 2  |

### Cuartos de final
| Local ida                 | Resultado global | Local vuelta            | Ida   | Vuelta |
| ------------------------- | ---------------- | ----------------------- | ----- | ------ |
| Real Madrid CF            | 3 - 2            | Real Betis Balompié     | 2 - 1 | 1 - 1  |
| AD Rayo Vallecano         | 2 - 5            | Real Sporting de Gijón  | 2 - 3 | 0 - 2  |
| Real Sociedad de Fútbol   | 2 - 3            | Castilla CF             | 2 - 1 | 0 - 2  |
| Real Valladolid Deportivo | 2 - 3            | Club Atlético de Madrid | 1 - 1 | 1 - 2  |

### Semifinales
| Local ida               | Resultado global   | Local vuelta   | Ida   | Vuelta |
| ----------------------- | ------------------ | -------------- | ----- | ------ |
| Club Atlético de Madrid | 1 - 1 (pen. 3 - 4) | Real Madrid CF | 0 - 0 | 1 - 1  |
| Real Sporting de Gijón  | 3 - 4              | Castilla CF    | 2 - 0 | 1 - 4  |

### Final
| 1  | POR | Mariano García Remón |     |
| 2  | DEF | Andrés Sabido        |     |
| 5  | DEF | Goyo Benito          |     |
| 4  | DEF | Pirri                |     |
| 3  | DEF | José Antonio Camacho |     |
| 8  | MED | Ángel de los Santos  |     |
| 6  | MED | Vicente del Bosque   |     |
| 10 | MED | Uli Stielike         | 63' |
| 7  | DEL | Juanito              |     |
| 9  | DEL | Santillana           |     |
| 11 | DEL | Laurie Cunningham    | 82' |
| DT | DT  | Vujadin Boškov       |     |

| 1  | POR | Agustín Rodríguez |     |
| 2  | DEF | Juanito Felipe    |     |
| 5  | DEF | Kike Herrero      |     |
| 4  | DEF | Javier Castañeda  |     |
| 3  | DEF | Casimiro Torres   |     |
| 7  | MED | Ricardo Álvarez   |     |
| 6  | MED | Ricardo Gallego   |     |
| 10 | MED | Miguel Bernal     |     |
| 8  | DEL | Francisco Pineda  |     |
| 9  | DEL | Paco Machín       | 46' |
| 11 | DEL | Valentín Cidón    | 73' |
| DT | DT  | Juanjo García     |     |

| 14 | MED | Francisco García Hernández | 63' |
| 15 | DEL | Roberto Martínez           | 82' |

| 14 | DEL | José Sánchez Lorenzo | 46' |
| 15 | DEL | Cristóbal Machín     | 73' |

|  | 20' | Juanito                    | 1-0 |
|  | 42' | Santillana                 | 2-0 |
|  | 59' | Andrés Sabido              | 3-0 |
|  | 62' | Vicente del Bosque         | 4-0 |
|  | 82' | Francisco García Hernández | 5-1 |
|  | 89' | Juanito                    | 6-1 |

|  | 80' | Ricardo Álvarez | 4-1 |

| Árbitro: | Ángel Franco Martínez |
| Reporte  |                       |

| 1  | POR | Mariano García Remón |     |
| 2  | DEF | Andrés Sabido        |     |
| 5  | DEF | Goyo Benito          |     |
| 4  | DEF | Pirri                |     |
| 3  | DEF | José Antonio Camacho |     |
| 8  | MED | Ángel de los Santos  |     |
| 6  | MED | Vicente del Bosque   |     |
| 10 | MED | Uli Stielike         | 63' |
| 7  | DEL | Juanito              |     |
| 9  | DEL | Santillana           |     |
| 11 | DEL | Laurie Cunningham    | 82' |
| DT | DT  | Vujadin Boškov       |     |

| 1  | POR | Agustín Rodríguez |     |
| 2  | DEF | Juanito Felipe    |     |
| 5  | DEF | Kike Herrero      |     |
| 4  | DEF | Javier Castañeda  |     |
| 3  | DEF | Casimiro Torres   |     |
| 7  | MED | Ricardo Álvarez   |     |
| 6  | MED | Ricardo Gallego   |     |
| 10 | MED | Miguel Bernal     |     |
| 8  | DEL | Francisco Pineda  |     |
| 9  | DEL | Paco Machín       | 46' |
| 11 | DEL | Valentín Cidón    | 73' |
| DT | DT  | Juanjo García     |     |

| 14 | MED | Francisco García Hernández | 63' |
| 15 | DEL | Roberto Martínez           | 82' |

| 14 | DEL | José Sánchez Lorenzo | 46' |
| 15 | DEL | Cristóbal Machín     | 73' |

|  | 20' | Juanito                    | 1-0 |
|  | 42' | Santillana                 | 2-0 |
|  | 59' | Andrés Sabido              | 3-0 |
|  | 62' | Vicente del Bosque         | 4-0 |
|  | 82' | Francisco García Hernández | 5-1 |
|  | 89' | Juanito                    | 6-1 |

|  | 80' | Ricardo Álvarez | 4-1 |

| Árbitro: | Ángel Franco Martínez |
| Reporte  |                       |

|                   |
|                   |
| Campeón           |
| Real Madrid C. F. |
| 14.º título       |